# Вишневский, Семён Алексеевич
Семён Алексе́евич Вишне́вский (23 мая 1920, с. Помары, Чебоксарский уезд, Казанская губерния — 29 мая 1990, г. Йошкар-Ола, Марийская АССР) — марийский советский поэт, прозаик, переводчик, журналист. Председатель Союза писателей Марийской АССР (1953—1958). Участник Недели марийской поэзии в Москве (1956). Народный поэт Марийской АССР (1970). Лауреат Государственной премии Марийской АССР (1983). Участник Великой Отечественной войны.

## Биография
Родился 23 мая 1920 года в с. Помары Чебоксарского уезда Казанской губернии (ныне — Волжский район Марий Эл) в бедной крестьянской семье. Отец поэта был батраком, пастушил. В семье было шестеро детей: четверо из них рано умерли, в живых остались братья Иван и Семён. Несмотря на то, что семья переехала в соседнюю деревню Передовик, 7-летнюю школу Семён окончил в родной деревне (1928—1935).
В 1936—1939 годах С. Вишневский обучался на театральном отделении Марийского техникума искусств. С 1939 года работал сотрудником редакции газеты «Марий коммуна».
В 1940 году призван в Красную Армию. Окончил военно-политическое училище, заместитель командира стрелковой роты по политчасти отдельного истребительно-противотанкового дивизиона в звании старшего лейтенанта, командир взвода стрелкового Выборгского полка стрелковой Ленинградской краснознамённой дивизии 39-й армии. Сражался на разных фронтах войны (Западный, Северо-Западный, 3-й Белорусский), на территории Восточной Пруссии получил тяжёлое ранение.
После демобилизации летом 1945 года С. Вишневский возвратился на свою малую Родину — в с. Помары. В 1947 году он переехал в Йошкар-Олу и до 1948 года работал в республиканской газете «Марий коммуна». В 1948—1952 годах учился в МГПИ им. Н. К. Крупской.
В течение 5 лет руководил Союзом писателей Марийской АССР. В качестве председателя Союза писателей МАССР в августе 1958 года С. Вишневский принял участие в I съезде марийских писателей, где выступил с докладом о развитии марийской литературы за 5 лет (1953—1958).
Являясь председателем марийского Союза писателей и руководителем делегации поэтов Марийской АССР, 17—24 августа 1956 года принял участие в Неделе марийской поэзии в Москве. Там он выступал с докладами о развитии марийской литературы и читал свои стихотворения.
В 1958—1966 годах С. Вишневский — старший инспектор по искусству Министерства культуры МАССР. Некоторое время трудился директором Маргостеатра им. М. Шкетана. В 1966—1968 годах работал заместителем главного редактора сатирического журнала «Пачемыш». С 1968 года — литературный консультант, в 1973—1975 годах — ответственный секретарь (председатель) Союза писателей Марийской АССР. В 1975 году он получил статус персонального пенсионера республиканского значения .
Умер 29 мая 1990 года в Йошкар-Оле.

## Семья
После войны С. Вишневский познакомился со своей будущей супругой Евдокией Филипповной Щербаковой (1922 г. р.), уроженкой д. Шой-Шудумарь ныне Куженерского района Марий Эл — учительницей начальных классов Мамасевской 7-летней школы Волжского района. Ей он посвятил не одно лирическое стихотворение. В браке Семёна Алексеевича и Евдокии Филипповны родились дочери Розалия (1947 г. р.), Елена (род. 1950) и Татьяна (род. 1952).

## Литературная деятельность
Начал писать и публиковаться с 1936 года. В военные годы выпустил в свет 3 сборника стихотворений: «Фронтовой корно» («Фронтовая дорога», 1943), «Эрвел мардеж» («Восточный ветер», 1944), «Шӱмем ӱжеш» («Сердце зовёт», 1946).
С. Вишневский — член Союза писателей СССР с 1951 года.
В августе 1956 года в составе делегации писателей Марийской АССР был одним из участников Недели марийской поэзии в Москве.
В 1957 году издал сборник стихов и поэм «Шӱм гыч шӱмыш» («От сердца к сердцу»), поэма «Пиал» («Счастье») транслировалась по Всесоюзному радио (диплом III степени Комитета по радиовещанию при Совете Министров СССР и ЦК ПРК).
За более чем 50 лет литературной деятельности издал около 20 книг. На стихи С. Вишневского написано около 100 песен. При создании многих песен поэт опирался на лучшие образы марийского фольклора. Песни на его стихи написали известные композиторы К. Смирнов, А. Искандаров, А. Эшпай, Э. Сапаев, Е. Волков, И. Молотов (песни «Марий Эл», «Тыланет», «Мурат кайык-влак», «Тыйын лумеш», «Натале» и др.). Писал он и сатирические стихи, которые публиковались в коллективных сборниках. Некоторые произведения поэта вышли в свет в московских издательствах "Библиотечка журнала «Огонёк» и «Крокодил».
С. Вишневский — автор повестей в стихах «Ош йӱксӧ» («Белая лебедь»), «Мӱндыр корно» («Дальняя дорога»), поэм «Лаксын ден Эвраш», «Митяй ден Витяй» и другие. В 1965 году вышел в свет его сборник рассказов «Ик олаште» («В одном городе»).
Произведения С. Вишневского переведены на русский, украинский, белорусский, болгарский, финно-угорские языки. В свою очередь он перевёл на марийский язык лирику русских и советских классиков (А. Пушкин, М. Лермонтов, Н. Некрасов, И. Никитин, М. Исаковский) и повести «Стожары» А. Мусатова, «Звезда» Э. Казакевича.

## Общественно-политическая деятельность
Избирался депутатом Йошкар-Олинского городского Совета Марийской АССР (1955—1959), депутатом Верховного Совета Марийской АССР IV (1955—1959) и VIII (1971—1975) созывов. Был членом Президиума Верховного Совета МАССР (1971—1975).

## Награды и звания
- Народный поэт Марийской АССР (1970)
- Государственная премия Марийской АССР (1983)
- Орден Дружбы народов (1980)
- Орден Отечественной войны I степени (06.04.1985)[6]
- Орден Красной Звезды (07.02.1945)[7]
- Медаль «За отвагу» (22.04.1943)[7]
- Медаль «За взятие Кёнигсберга» (1975)[8]
- Медаль «За победу над Германией в Великой Отечественной войне 1941—1945 гг.»[9]
- Почётные грамоты Президиума Верховного Совета МАССР (1943, 1945, 1951, 1953, 1990)[10]

## Память
- Портрет работы А. Зарубина (1961)[11].
- Заслуженный деятель искусств Марийской АССР, живописец А. И. Бутов (1935—1993) написал ещё один портрет поэта С. Вишневского в обстановке его рабочего кабинета[1].
- Одна из улиц родины С. Вишневского — с. Помары Волжского района Марий Эл носит имя поэта[12].
- В 2010 году в Йошкар-Оле на доме по адресу: ул. Первомайская, 120, где жил и работал поэт, к 90-летию со дня его рождения была установлена мемориальная доска[13].
- В 2015 году, к 95-летию со дня рождения поэта, в Помарской школе Волжского района Марий Эл стартовал ежегодный конкурс поэзии и песенного творчества «Вишневские чтения»[14].
- В 2015 году, к 95-летию со дня рождения поэта, в Центральной библиотеке с. Помары Волжского района Марий Эл был открыт литературный зал им. С. А. Вишневского[15].
- К 100-летию со дня рождения С. Вишневского его родственники издали книгу «Шӱм гыч шӱмыш» («От сердца к сердцу»). Составителями книги стали дочь поэта Т. С. Громова, его внук А. В. Громов, поэтесса В. М. Изилянова. Книга состоит из 2-х частей и включает в себя произведения поэта на марийском и русском языках. Здесь содержатся фронтовая, гражданская, любовная лирика, произведения для детей, поэмы, воспоминания друзей и родственников о С. Вишневском и его творчестве[16].

## Основные произведения
Далее приведён список основных произведений С. Вишневского на марийском языке и в переводе на русский язык:

### На марийском языке
- Фронтовой корно: почеламут-влак [Фронтовая дорога: стихи]. — Йошкар-Ола, 1943. — 80 с.
- Эрвел мардеж: почеламут-шамыч [Восточный ветер: стихи]. — Йошкар-Ола, 1944. — 60 с.
- Шӱмем ӱжеш: поэма, почеламут ден новелла-шамыч [Сердце зовёт: поэма, стихи, новеллы]. — Йошкар-Ола, 1946. — 88 с.
- Чапле корно: очерк [Славный путь]. — Йошкар-Ола, 1948. — 16 с.
- Мемнан мурына: поэма ден почеламут-шамыч / С. Вишневский, М. Чойн, В. Иванов [Наша песня: поэма, стихи]. — Йошкар-Ола, 1949. — 112 с.
- Ик олаште: ойлымаш-влак [В одном городе: рассказы]. — Йошкар-Ола, 1955. — 68 с.
- Шӱм гыч шӱмыш: почеламут, муро ден поэма-влак [От сердца к сердцу: стихи, песни, поэмы]. — Йошкар-Ола, 1957. — 128 с.
- Тыйын лӱмеш: почеламут-влак [В честь тебя: стихи]. — Йошкар-Ола, 1962. — 88 с.
- Ош йӱксӧ: повесть // Ончыко. 1961. № 6. С. 24—36; 1962. № 1. С. 11—24.
- Йӧратем: почеламут, муро-влак, повесть [Люблю: стихи, песни, повесть]. — Йошкар-Ола, 1964. — 68 с.
- Витяй ден Митяй: легенда ден поэма [Митяй и Витяй: легенда и поэмы]. — Йошкар-Ола, 1968. — 68 с.
- Ӱшанем: почеламут, поэма, муро [Верю: стихи, поэма, песни]. — Йошкар-Ола, 1970. — 184 с.
- Рвезылык сем: почеламут книга [Песни молодости: книга стихов]. — Йошкар-Ола, 1973. — 168 с.
- Шӱм волгыдо: поэма, почеламут, муро, мыскара [Свет сердца: поэма, стихи, песни, юмор]. — Йошкар-Ола, 1980. — 288 с.
- Шулдыран муро: почеламут-влак [Крылатая песня: стихи]. — Йошкар-Ола, 1983. — 176 с.
- Шарналтыме муро: лирика, мыскара, поэма [Песни воспоминания: лирика, юмор, поэма]. — Йошкар-Ола, 1990. — 256 с.
- Ачий титакан огыл: повесть ден ойлымаш, шарнымаш-влак [Отец не виноват: повесть, рассказы, воспоминания]. — Йошкар-Ола, 1995. — 176 с.
- Вес тыгайым от му…: почеламут-влак // Ончыко. 1995. № 5. С.139—141.

### В переводе на русский язык
- Родное раздолье: стихи. — Йошкар-Ола, 1953. — 76 с.
- Снова лето: стихи. — М., 1959. — 76 с.
- Листопад: стихи и поэмы. — Йошкар-Ола, 1969. — 96 с.
- Девушка-марийка; Йошкар-Ола: стихи / пер. Ф. Фоломина, П, Железнова // Песня, ставшая книгой. — М., 1972. — С. 377—378.
- Рождение песни: стихи и поэма. — М., 1974. — 144 с.
- Сожжённая деревня: стихи / пер. А. Казакова // Ради жизни на земле. — М., 1975. — С. 250.
- Память: стихи и поэмы. — Йошкар-Ола, 1978. — 176 с.
- Пятна под солнцем: юмористические стихи // Юмор мари. — Йошкар-Ола, 1979. — С. 195—203.
- Два крыла: стихотворения и поэма. — М., 1981. — 64 с.
- Закалённая сталь крепка, говорят; Быть дождю / пер. И. Михайлова, В. Борисова // Братство. — Л., 1982. — С. 223, 357.
- Сенокос: стихи. — М., 1984. 32 с.
- Весёлые стихи / пер. И. Законова и М. Раскатова. — Йошкар-Ола, 1986. — 128 с.
- Подхалим в приёмной: сатирические и юмористические стихи / пер. М. Раскатова. — М., 1987. — 48 с.